# Pfaffenkirchen
Pfaffenkirchen ist ein Gemeindeteil der oberbayerischen Gemeinde Obertaufkirchen im Landkreis Mühldorf am Inn.
Das Kirchdorf liegt etwa einen Kilometer südwestlich des Pfarrdorfs Obertaufkirchen. Östlich des Ortes verläuft die Kreisstraße MÜ 22 und südlich die Bundesautobahn 94, westlich fließt der Ornaubach.

## Baudenkmäler
In der Liste der Baudenkmäler in Obertaufkirchen sind für Pfaffenkirchen zwei Baudenkmäler aufgeführt, darunter die 1518 auf romanischer Grundlage erbaute katholische Filialkirche St. Stephan, ein kleiner Saalbau mit polygonalem Chor und Dachreiter.